# Bertha Züricher
Bertha Züricher (20 mars 1869 à Berne - 7 octobre 1949 à Berne) est une peintre suisse originaire de Berthoud,,.

## Expositions
- 1950 : Kunsthalle de Berne[4].

## Publications
- Bertha Züricher, Die Sennerin, 1935[5]
- Meine Erste Erinnerung an[6].